# Chiesa dei Santi Cornelio e Cipriano (Mattie)
La chiesa dei Santi Cornelio e Cipriano è la parrocchiale di Mattie, in città metropolitana di Torino e diocesi di Susa; fa parte della vicaria di Bussoleno.

## Storia
La prima citazione di un luogo di culto cattolico a Mattie risale al 1065; all'epoca dipendeva dalla prevostura di San Lorenzo di Oulx, che a sua volta ricadeva sotto la giurisdizione della pieve di Santa Maria Maggiore di Susa.
La chiesa fu ampliata nel Seicento mediante l'aggiunta di una campata, per poi essere interessata tra il 1758 e il 1759 da un intervento di rifacimento che la trasformò a tre navate.
Tra il 1886 e 1891 si provvide a ricostruire la sagrestia, mentre poi nel 1923 venne ammodernato l'altare maggiore; nel 1960 il tetto fu ricostruito, nel 1971 l'intonaco della facciata venne ripristinato e nel 1999 il presbiterio fu adeguato alle norme postconciliari.

## Descrizione

### Esterno
La facciata a salienti della chiesa, rivolta a occidente e scandita da lesene, è suddivisa in tre corpi: quello centrale, più alto, presenta il portale d'ingresso architravato e il rosone, mentre le ali laterali sono caratterizzate da finestre di forma rettangolare.
Annesso alla parrocchiale è il campanile a base rettangolare, sopraelevato nel 1837 e restaurato nel 1959; la cella presenta su ogni lato una monofora ed è coronata dalla guglia piramidale.

### Interno
L'intento dell'edificio è suddiviso da pilastri sorreggenti degli archi a tutto sesto in tre navate, di cui la principale coperta da volta a crociera e le laterali da volte a vela; al termine dell'aula si sviluppa il presbiterio, rialzato di qualche gradino, ospitante l'altare maggiore e chiuso dalla parete di fondo piatta.